# JTRS
JTRS (англ. Joint Tactical Radio System) — проект об'єднаної системи тактичного радіозв'язку для передавання голосу і даних, який планувався до використання американськими військовими в польових операціях. Відповідає новій розподіленій інформаційній системі бойового керування FBCB2 (Force XXΙ Battle Command Brigade or Below), яка є компонентом програми РЕО C3T.
Мережа JTRS є мобільною адаптивною мережею, що має ряд переваг у порівнянні з мережами з фіксованою інфраструктурою:
- висока живучість,
- гнучкість топології,
- автоматична адаптація до змін мережевої конфігурації.

Пізніше командування Збройних сил США вибрало як платформу для армійського смартфона (Joint Battle Command-Platform, JBC-P) операційну систему Android. Комп'ютери JBC-P працюватимуть в закритих військових мережах (JTRS Soldier Radio Waveform, Netted Iridium), будуть мати вдосконалену систему GPS-навігації.